# Teucholabis (Euparatropesa) laetifica
Teucholabis (Euparatropesa) laetifica is een tweevleugelige uit de familie steltmuggen (Limoniidae). De soort komt voor in het Neotropisch gebied.